# شتیفنهوفن
شتیفنهوفن (به آلمانی: Stiefenhofen) یک شهر در آلمان است که در لینداو واقع شده‌است. شتیفنهوفن ۱٬۷۴۳ نفر جمعیت دارد.